# Justizministerialblatt für das Land Nordrhein-Westfalen
Das Justizministerialblatt für das Land Nordrhein-Westfalen (JMBl. NRW) ist das Amtsblatt des Ministeriums der Justiz des Landes Nordrhein-Westfalen. Es erschien bis Dezember 2009 in Düsseldorf in der Regel am 1. und 15. eines jeden Monats im Verlag Joh. Brendow & Sohn GmbH & Co. KG, Moers. Seit Januar 2010 wird das Justizministerialblatt nur noch in elektronischer Form über das Internetportal der nordrhein-westfälischen Justiz www.justiz.nrw.de veröffentlicht.
Veröffentlicht werden die für den Geschäftsbereich des Ministeriums geltenden Verwaltungsvorschriften sowie Personalnachrichten (Ernennung, Beförderung, Entlassung von Justizangehörigen, Zu- und Entlassung von Rechtsanwälten, Notaren, Stellenausschreibungen usw.). Die Druckausgaben enthielten teilweise auch aktuelle Gerichtsentscheidungen.
Herausgeber des seit 1946 erscheinenden Bekanntmachungsorgans ist das Justizministerium. Schriftleiterin war bis zum 31. Dezember 2006 die Vizepräsidentin des Oberlandesgerichts Köln, Margarete Gräfin von Schwerin, die von der Leitenden Ministerialrätin Petra Berger-Zehnpfund abgelöst wurde. Im April 2008 war Ministerialdirigent Johannes Keders als Schriftleiter tätig. Auf ihn folgte am 1. Mai 2008 die Leitende Ministerialrätin Gudrun Roitzheim, auf diese ab 1. Januar 2011 der Leitende Ministerialrat Werner Richter. Ab 1. November 2012 war die Leitende Ministerialrätin Gudrun Schäpers Schriftleiterin. Ihr Nachfolger war seit dem 15. Mai 2016 Oberregierungsrat Ulf Müller. Ab 1. Dezember 2016 war Schriftleiterin die Leitende Ministerialrätin Stefanie Rüntz. Auf sie folgte am 15. März 2019 Oberregierungsrat Jens Schulz, der am 15. April 2019 von Vizepräsident des Landgerichts Detlef Heinrich abgelöst wurde. Die bisher nur für die Redaktion verantwortliche Regierungsrätin Martina Bamberger übernahm ab dem 15. September 2022 zusätzlich die Schriftleitung. Seit dem 15. Dezember 2022 ist die Leitende Ministerialrätin Britta Lincke Schriftleiterin.